# ダイアモンド・ヘッド (漫画)
『ダイアモンド・ヘッド』は、水城せとなによる日本の漫画作品。隔月刊『デラックス別冊少女コミック』（小学館）にて、2000年8月5日号から2003年12月5日号まで不定期に全16話が連載された。単行本は全5巻、文庫本は全3巻。

## あらすじ
幼稚園からエスカレーター式のメハビア聖学院の高等部に編入してきた1年生の市橋七緒は、ひょんなことから学校中から注目されている裁判部の面々と親しくなるが、それを妬んだ一部の女子生徒から幼稚なイジメを受ける。気が強い七緒はへこたれるどころか挑発し、ついには殴り合いの喧嘩に発展し、裁判部の1年、橘克真の勧めで裁判を起こす。この学院において、裁判部は創立以来の伝統を誇り、生徒間の問題を裁定し処罰を定める権限を持つれっきとした司法機関であり、裁判部が行う裁判における呼出・判決には従わなければならないと校則で定められている。
裁判の結果、証言者の証言により七緒の被害が認められ、イジメを行った被告には謝罪とストレス発散のためのボクシング部1日入部が課せられ、協調性のない七緒にも原因があったとして、七緒には裁判部への仮入部が課せられる。

## 登場人物
市橋 七緒
転校生。1年生→2年生。直情径行のきらいがあり、思っていることをストレートに伝えてしまうため、誤解されやすい一面もある。
羽根木 ライカ
2年生→3年生。腰まで届く長い髪を持つ一見美少女の男子生徒。裁判部、裁判官。身長157cm。裁判官を務めている時は凛として揺るぎない態度に努めているが、平常時は何かを食べていないと落ち着かず、空腹で倒れたこともある。
遠野 桐彦
2年生→3年生。裁判部部長。眼鏡をかけている。
橘 克真
1年生→2年生。裁判部。一番背が高い。七緒に好意を示すが、いつも軽い態度のため信用されない。
森住 雪
1年生→2年生。元々、ライカらと4人で親しかったが、家の都合で中学3年間をシアトルで過ごした。第4話から編入生として戻って来る。裁判部に入部。
宮村 みづき
1年生→2年生。友人が起こした損害賠償請求で認められた裁判部員との合コンに参加した女子生徒。雪が好きで、後に付き合う。
橋上 玲花
ライカの中学時代の彼女。4年前に事故に遭って以来眠り続けている。

## 書誌情報
- 水城せとな 『ダイアモンド・ヘッド』 小学館〈フラワーコミックス〉全5巻
  1. 2001年3月発売、ISBN 4-09-137218-X
  2. 2001年12月発売、ISBN 4-09-137219-8
  3. 2002年10月26日発売、ISBN 4-09-137220-1
  4. 2004年1月26日発売、ISBN 4-09-137817-X
  5. 2004年2月26日発売、ISBN 4-09-137818-8
- 水城せとな 『ダイアモンド・ヘッド』 小学館〈小学館文庫〉全3巻
  1. 2011年5月19日発行、2011年5月14日発売 ISBN 978-4-09-191263-3
  2. 2011年5月19日発行、2011年5月14日発売 ISBN 978-4-09-191264-0
  3. 2011年6月20日発行、2011年6月15日発売 ISBN 978-4-09-191265-7、巻末エッセイ：サンキュータツオ